# Brassavola reginae
Brassavola reginae là một loài thực vật có hoa trong họ Lan. Loài này được Pabst mô tả khoa học đầu tiên năm 1978.

## Hình ảnh

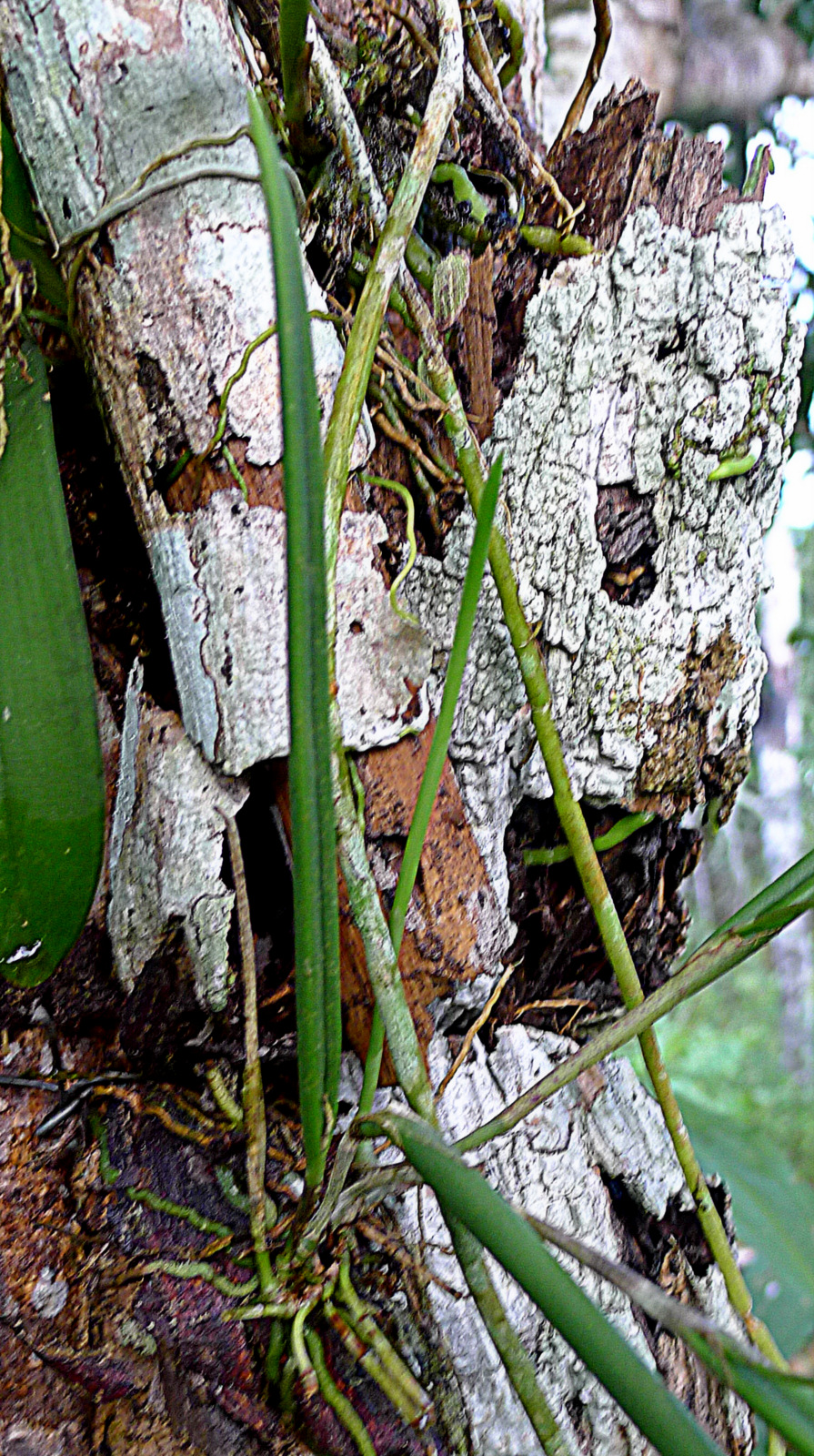
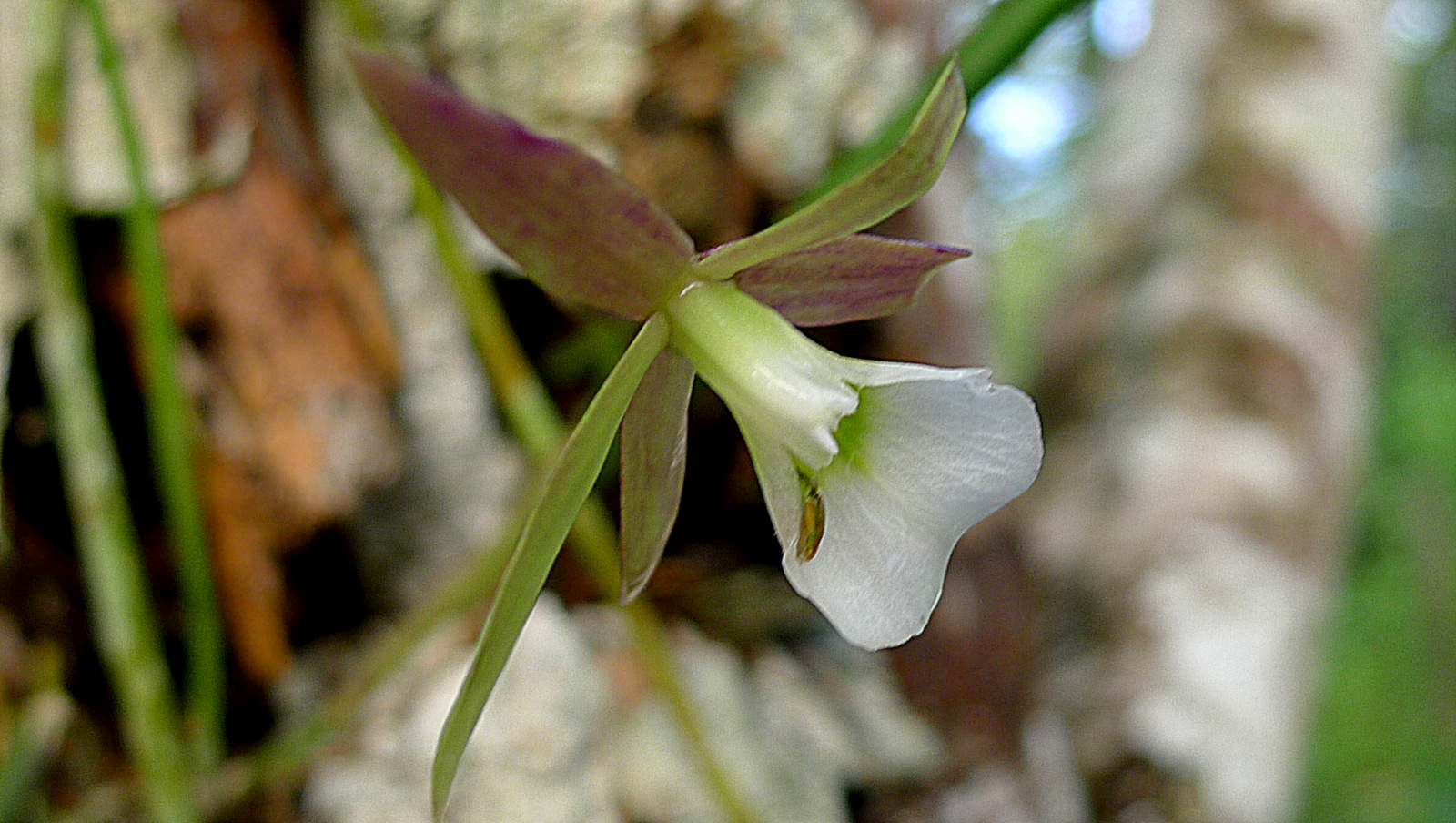
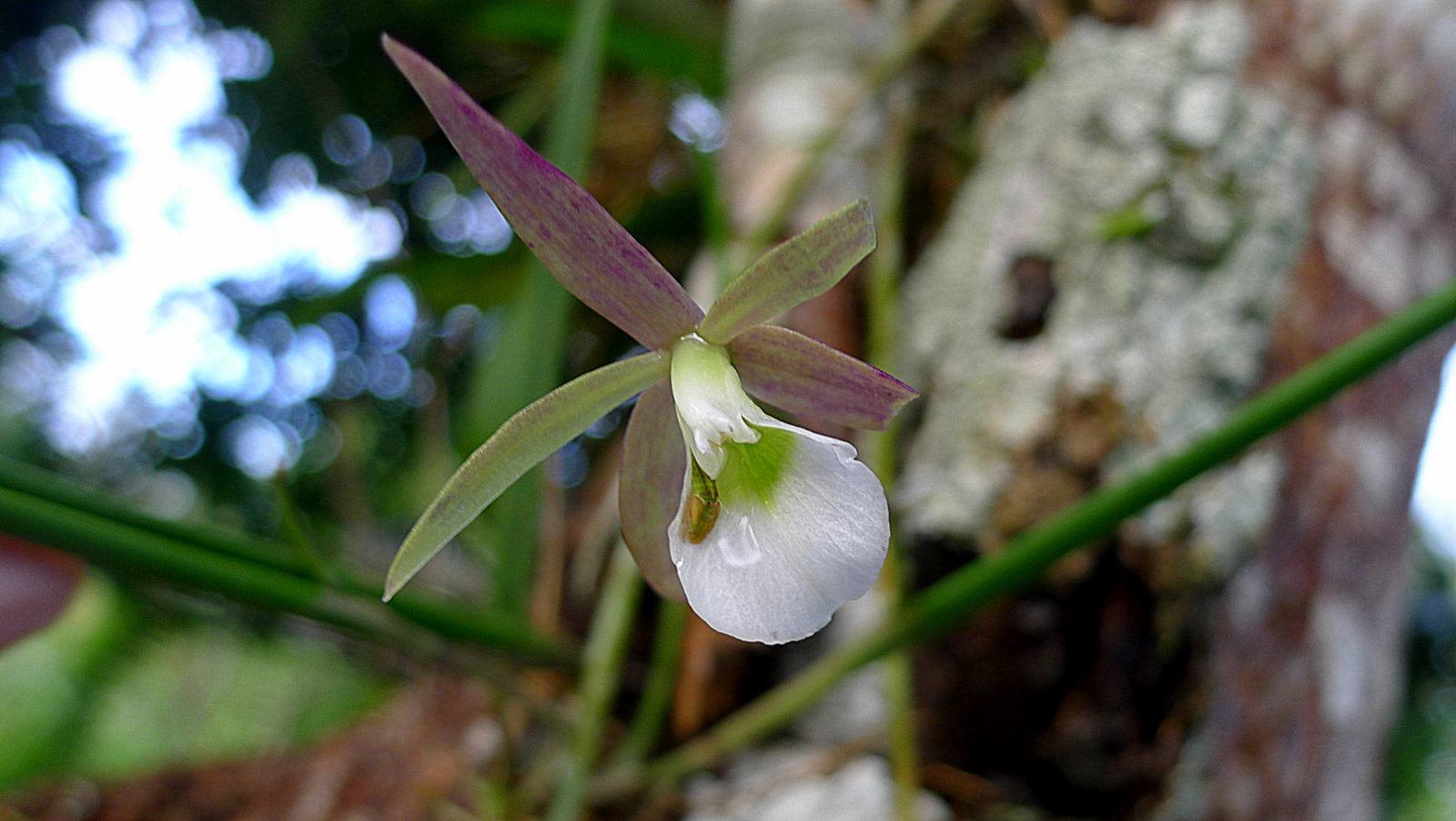
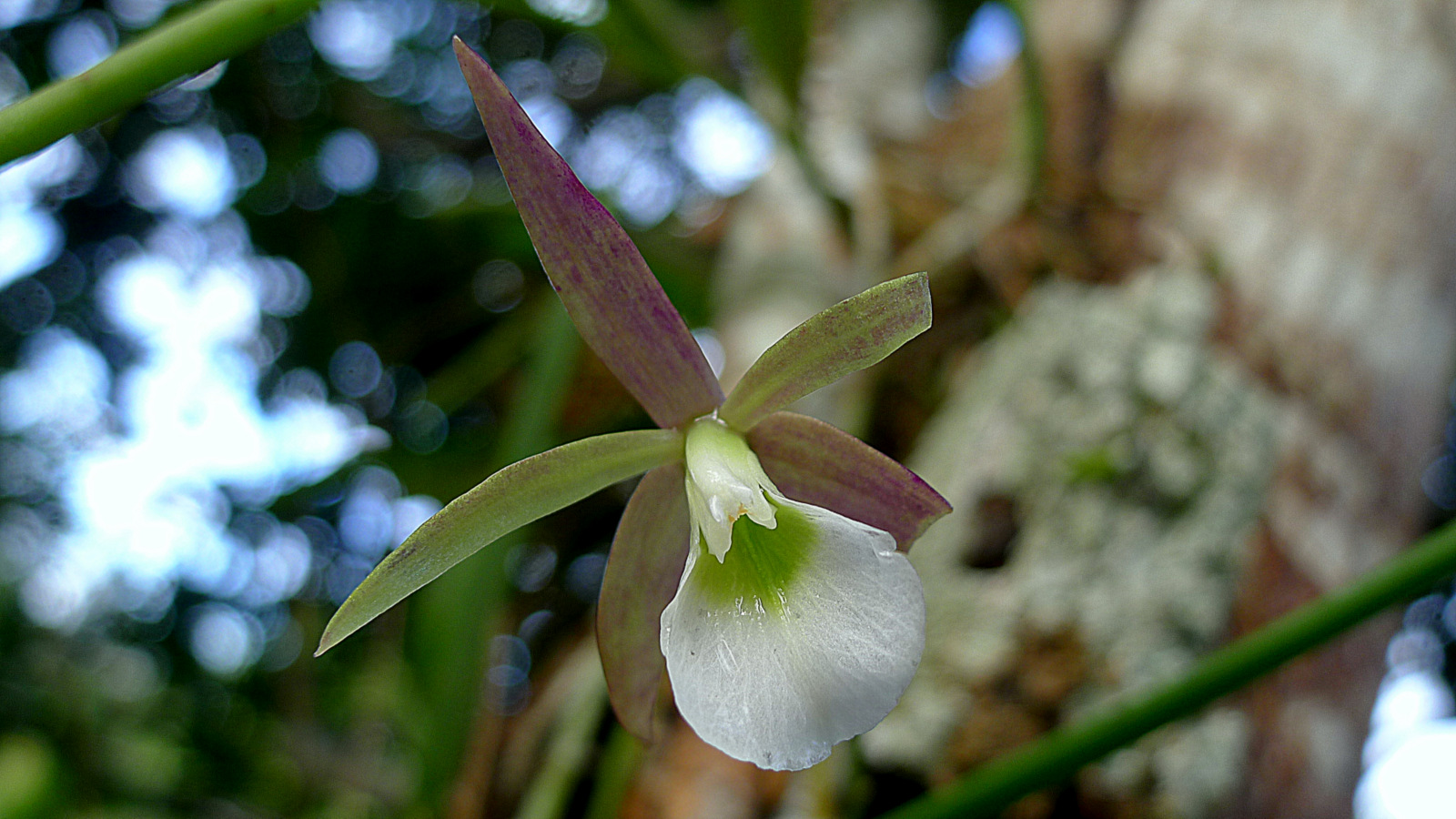